# Majdi Smiri
Majdi Smiri, né le 4 juin 1984 à Tunis, est un acteur, réalisateur et producteur tunisien.

## Biographie
Majdi Smiri commence sa carrière en tant que rappeur sous le pseudonyme de Maguy. Il fait ses premiers pas au cinéma dans le film Making of de Nouri Bouzid en 2006.
Après l'obtention d'un diplôme à l'École des arts et du cinéma de Tunis, il part travailler pour une maison de production pendant un an en France. Il revient en Tunisie et crée sa société de production audiovisuelle, Underground Skills, en 2007. Il réalise plusieurs clips musicaux, spots publicitaires (Orange, Sasio, Carrefour, Prestige Flavour, Sherrington, Tunisiana, Tunisie Télécom, Al Baraka et Délice Danone) et programmes télévisés (Koujinitna sur la télévision nationale, Urban Fen sur Hannibal TV et Ser El Benna sur Coujina TV).
En 2009, Majdi Smiri est révélé au public tunisien grâce à son rôle de Ferid, mécanicien et rappeur, dans le feuilleton Njoum Ellil de Madih Belaïd.
Son premier long métrage, Fausse note, qu'il écrit, produit et réalise, sort dans les salles tunisiennes en 2012. 
En 2015, Majdi Smiri reçoit le prix de la meilleure réalisation pour le feuilleton Lilet Chak aux Romdhane Awards, attribués par Mosaïque FM. En 2016, la série Bolice dont il est le réalisateur gagne le prix de la meilleure série lors des Romdhane Awards.

## Réalisateur

### Cinéma
- 2010 : Les Parodies d'or (court métrage)
- 2012 : Fausse note
- 2013 : The Box (court métrage)
- 2024 : Bolice, le film

### Télévision
- 2013-2014 : Happy Ness
- 2014 : Talaa Wala Habet
- 2014 : 11393
- 2015 : Lilet Chak
- 2015-2017 : Bolice
- 2019 : L'Affaire 460
- 2020 : Al Nahhat

### Vidéos
- 2011 : I Love Tunisia, the place to be now avec Mohamed Ali Nahdi
- 2012 : Boukhoukhou (clip) de Manel Amara
- 2012 : I'm Lonely (clip) de K2Rhym avec Ash Hamman
- 2014 : Got 2 Find Love (clip) de Low Deep T

## Acteur
- 2006 : Making of de Nouri Bouzid
- 2009-2011 : Njoum Ellil de Madih Belaïd et Mehdi Nasra
- 2017 : Bolice de Majdi Smiri

## Musique
Majdi Smiri, alias Maguy, écrit, compose et interprète le générique de Njoum Ellil en duo avec la chanteuse Ines Chkimi. En 2015, il écrit les paroles du générique de Lilet Chak, composé par Yacine Azaiez et chanté par Chkimi.
- Rabbi Kbir
- Beb
- Lazem Taâref, en duo avec Anis
- Ataba
- El Ferg
- La Renaissance
- Original Combat
- Toubaa
- Tounsi Wrasi Âali, en duo avec Asma
- Ya Mimti el Ghalia
- Hip Hop Party
- La Tloum